# جيمس هنري رودس
جيمس هنري رودس هو سياسي كندي، ولد في 13 نوفمبر 1930.